# Awerroes
Awerroes, Ibn Ruszd (pełne imię: Abu al-Walid Muhammad ibn Ahmad ibn Muhammad ibn Ahmad ibn Ahmad ibn Ruszd, arab. ‏أبو الوليد محمد بن احمد بن محمد بن احمد بن احمد بن رشد‎) (ur. 1126, zm. 10 grudnia 1198) – arabski uczony: filozof, teolog, lekarz, prawnik, polityk i matematyk z Kordowy, wygnany za „nieprawowierne” poglądy filozoficzne; zmarł na wygnaniu w Marrakeszu.

## Poglądy
Awerroes był zafascynowany filozofią Arystotelesa, którego uważał za największego człowieka w dziejach i którego dzieła komentował. Jest jednym z twórców bardzo popularnej w okresie późniejszym nauki o „podwójnej prawdzie”. W jednym ze swoich najważniejszych tekstów, Traktacie rozstrzygającym, Awerroes podkreśla, iż filozofia nie jest sprzeczna z przekazem koranicznym, a co więcej, jest ona lepszym od teologii narzędziem do odkrywania prawdziwego znaczenia Objawienia.
Najbardziej znana są także jego poglądy na duszę ludzką. Uważał on, że jest ona nieśmiertelna tylko jako jedna dusza ludzkości, a indywidualne dusze giną po śmierci ciała. Awerroes starał się uzgodnić swoje poglądy filozoficzne z ortodoksyjną teologią islamską, twierdząc, że prawdy religijne są inną (bardziej dostępną) interpretacją prawd, które odkrywa filozofia, ale nie ma między nimi sprzeczności.
Awerroes pisał komentarze na temat dzieł Arystotelesa oraz encyklopedię medyczną. Jacob Anatoli przetłumaczył jego prace na język hebrajski w roku 1200.
Jego najważniejszą pracą w dziedzinie filozofii było Rozproszenie rozproszenia (Tahafut al-tahafut), w którym bronił arystotelesowskiego punktu widzenia, sprzeciwiając się argumentom Al-Ghazalego zamieszczonym w Rozproszeniu filozofów (Tahafut al-falasifa), według którego arystotelizm jest sprzeczny sam ze sobą oraz dodatkowo stanowi zniewagę dla samego islamu.
Za pośrednictwem Awerroesa zachodni uczeni poznali większość dzieł Arystotelesa, a razem z nimi klasyczną logikę. Jego przekłady na arabski zostały przez hiszpańskich i sycylijskich uczonych przełożone na łacinę, co miało ogromne znaczenie dla studiów scholastycznych.
Jego komentarze były tak trafne, że za Tomaszem z Akwinu Awerroes był nazywany po prostu Komentatorem. Tomasz z Akwinu przeciwstawiał się jednak w kilku istotnych kwestiach Awerroesowi i jego uczniom, np. co do twierdzenia, że można dowieść wieczności świata. Akwinata bronił twierdzenia, że świat został stworzony przez Boga z niczego (creatio ex nihilo). Polemizował z tymi poglądami w dziełku O wieczności świata przeciw szemrzącym (De aeternitate mundi contra murmurantes) oraz w Sumie przeciw poganom II, 31-38. Tomasz bronił też nieśmiertelności i indywidualności duszy ludzkiej.
Oddziaływały także jego poglądy: Siger z Brabancji był założycielem szkoły filozoficznej określanej jako awerroizm łaciński.

## Życiorys

Colliget

Awerroes pochodził z rodziny, która była dobrze znana w mieście ze swojej służby publicznej, zwłaszcza na polu prawnym i religijnym; jego dziadek Abu ِِal-Walid Muhammad (1058–1126), autor słynnych dzieł prawniczych, był sędzią najwyższym Kordowy w czasie rządów Almorawidów. Jego ojciec, Abu al-Qasim Ahmad (1094–1168), zajmował takie samo stanowisko.
Filozof i lekarz Ibn Tufail (lepiej znany Zachodowi pod zlatynizowanym imieniem Abubacer), wezyr kalifa Jakuba Jusuffa al-Mansura, przedstawił Awerroesa na dworze kalifa oraz poznał go z Awenzoarem (Ibn Zuhr), wielkim lekarzem islamskim; obydwaj szybko się zaprzyjaźnili. W 1169 roku Awerroes stał się kadim Sewilli i w czasie swej kariery służył w wielu spotkaniach dworu w Sewilli i Kordowie, a także w Maroku.
Wraz z falą fanatyzmu, która zalała Andaluzję pod koniec XII wieku, nawet szerokie powiązania nie uchroniły Awerroesa od kłopotów na tle politycznym, wskutek czego został wygnany do żydowskiego miasta Erlisana (obecnie Lucena), gdzie był uważnie obserwowany. Zrehabilitowany, został wezwany na dwór w Marrakeszu, gdzie wkrótce zmarł. Wiele z jego prac na temat logiki oraz metafizyki zostało bezpowrotnie straconych w wyniku działań ówczesnej cenzury.

## Kariera
Według tradycyjnych biografów, wykształcenie Awerroesa było, jak to określają: „doskonałe”. Zaczynając od studiów nad hadisami (tradycja proroka Mahometa), fiqh (prawoznawstwo), medycyną i teologią. Nauczył się prawoznawstwa szkoły Maliki pod kierunkiem al-Hafiz Abu Muhammad ibn Rizq oraz hadisów od Ibn Bashkuwala, ucznia jego dziadka. Jego ojciec także uczył go prawoznawstwa.
W 1153 roku Awerroes był w Marrakeszu (Maroko), stolicy kalifatu Almohadów, aby przeprowadzić obserwacje astronomiczne i wspierać projekt dotyczący budowy nowych kolegiów. Miał nadzieję znaleźć fizyczne prawa ruchów astronomicznych, a nie tylko prawa matematyczne znane w tym czasie. Badanie te jednak zakończyły się niepowodzeniem. Podczas pobytu w Marrakeszu prawdopodobnie spotka Ibn Tufayla, znanego filozofa, który był również nadwornym lekarzem w Marrakeszu. Awerroes i ibn Tufayl zostali przyjaciółmi pomimo różnic w wyznawanych filozofiach.
W roku 1169 Ibn Tufayl przedstawił Awerroesa kalifowi Almohadów Abu Yaqub Yusufowi. Zadano mu wtedy pytanie czy niebiosa istniały od wieczności, czy też miały swój początek. Awerroes wiedząc, że jest to pytanie kontrowersyjne i obawiając się, że zła odpowiedź może narazić go na niebezpieczeństwo, nie odpowiedział na to pytanie. Potem kalif i Ibn Tufaylem zaczęli rozwijać poglądy Platona, Arystotelesa i filozofów muzułmańskich, a pokaz ten uspokoił Awerroesa, który wyjaśnił swoje własne poglądy na ten temat. Poglądy te zrobiły na kalifie ogromne wrażenie.
Szerokie rozważania na temat Arystotelesa zapoczątkowała prośba kalifa, by ten popracował nad wyjaśnieniem jednego z jego dzieł, bo kalif nie mógł go zrozumieć. Pierwsze prace i obszerne komentarze Awerroesa na temat Arystotelesa pojawiły się w 1169 roku. Filozof został na dworze kalifa aż do jego śmierci w 1184.
W 1169 roku Awerroes został mianowany qadi (sędzią) w Sewilli. W 1171 został sędzią w swoim rodzinnym mieście Kordobie. Awerroes zaczął więcej podróżować i pisać, a w drodze prowadził badania astronomiczne. W 1182 zastąpił swojego przyjaciela Ibn Tufayla na stanowisku nadwornego lekarza, a później, w tym samym roku został mianowany naczelnym qadi w Kordobie. Objął prestiżowe stanowisko, które niegdyś piastował jego dziadek.
W 1195 roku Awerroes popadł w niełaskę. Postawiono mu różne zarzuty i był sądzony przez trybunał w Kordobie. Trybunał potępił jego nauki i nakazał spalenie jego dzieł. Wygnano Awerroesa do pobliskiej Luceny. Powodem popadnięcia w niełaskę jest prawdopodobnie obraza kalifa w jego pismach, ale współcześni uczeni przypisują to względom politycznym. Encyklopedia Islamu mówi, że kalif zdystansował się od Awerroesa, aby uzyskać wsparcie od bardziej ortodoksyjnych ulemów, którzy sprzeciwiali się Awerroesowi i których wsparcie al-Mansur potrzebował w swojej wojnie z królestwami chrześcijańskimi. Historyk filozofii islamu Majid Fakhry napisał również, że pewną rolę odegrała presja publiczna ze strony tradycyjnych prawników Maliki, którzy byli przeciwni Awerroesowi.
Po kilku latach Awerroes powrócił na dwór w Marrakeszu pod skrzydła kalifa. Zmarł wkrótce potem 11 grudnia 1198 roku. Początkowo został pochowany w Afryce Północnej, ale jego ciało zostało później przeniesione do Kordoby.